# Nguyễn Trường Sơn
Nguyễn Trường Sơn (sinh ngày 29 tháng 1 năm 1964) là một chính trị gia, phó giáo sư, tiến sĩ y khoa người Việt Nam. Ông từng là Thứ trưởng Bộ Y tế nước Cộng hòa Xã hội Chủ nghĩa Việt Nam, và trước đó từng giữ chức vụ Giám đốc Bệnh viện Chợ Rẫy TP. Hồ Chí Minh.
Trong đại dịch COVID-19, ông là Phó trưởng ban của Ban Chỉ đạo Quốc gia phòng chống dịch COVID-19 (từ 30 tháng 1 năm 2020 – 24 tháng 8 năm 2021), và sau đó là thành viên Tiểu ban Y tế của Ban Chỉ đạo này từ 24 tháng 8 năm 2021.

## Xuất thân và sự nghiệp

### Xuất thân
Ông sinh năm 1964, tại Bình Hòa, Bình Trị Thương, Gia Định (nay là TP. Hồ Chí Minh).

### Sự nghiệp
Hơn 30 năm làm công tác chuyên môn, ông Sơn có 16 năm trực tiếp làm công tác chuyên môn với vai trò bác sĩ điều trị tại khoa Huyết học Truyền máu - Bệnh viện Chợ Rẫy. Năm 2004, ông chuyển sang trọng trách quản lý ở cương vị Phó Giám đốc Bệnh viện Chợ Rẫy. Từ năm 2008 đến tháng 11 năm 2018, ông Sơn đã được bổ nhiệm liên tục 3 nhiệm kỳ (5 năm/nhiệm kỳ) vị trí Giám đốc - một trong những trường hợp rất hiếm của Bộ Y tế.
Ngày 9 tháng 11 năm 2018, ông được Thủ tướng Chính phủ bổ nhiệm là Thứ trưởng Bộ Y tế. Ông Sơn được đánh giá cao về năng lực chuyên môn cũng như quản lý với những đóng góp lớn cho ngành Y tế, sự nghiệp chăm sóc sức khỏe nhân dân. Đặc biệt là nỗ lực trong việc phát triển kỹ thuật cao, công tác ghép thận, ghép gan, ghép tế bào gốc máu ngoại biên.
Bên cạnh công tác chuyên môn, quản lý, giảng dạy, PGS Sơn còn dành nhiều tâm huyết cho nghiên cứu khoa học với hàng chục đề tài các cấp. Có thể kể đến như đề tài cấp Nhà nước: "Nghiên cứu triển khai ghép thận từ người cho tim ngừng đập", "Nghiên cứu tỷ lệ nhập viện do những biến cố liên quan đến thuốc ở bệnh viện Chợ Rẫy", "Nghiên cứu tỷ lệ phần trăm các biến cố có hại liên quan đến thuốc được báo cáo đã xử trí thích hợp ở bệnh viện Chợ Rẫy"; đề tài cấp Bộ: "Đánh giá tính khả thi, an toàn và kết quả bước đầu cắt thực quản qua nội soi ngực bụng điều trị ung thư thực quản", "Nghiên cứu ứng dụng ghép gan theo mô hình người sống cho tạng và mô hình người chết não hiến tạng"…
Trong đại dịch Covid-19, ông thường xuyên xuất hiện tại những điểm nóng khi dịch bệnh này bùng phát tại Việt Nam, là Tổ trưởng thường trực của Bộ Y tế hỗ trợ dập dịch tại các địa bàn phức tạp như Đà Nẵng, Hải Dương, Bắc Giang, TP. Hồ Chí Minh.
Ngày 7 tháng 6 năm 2022, theo báo Thanh niên bộ y tế xác nhận ông Nguyễn Trường Sơn đã gửi đơn xin thôi việc vào khoảng 1 tháng trước. Đơn xin nghỉ việc của ông sau đó được các cơ quan chức năng xem xét. Ông sau đó đã tiếp tục giữ chức vụ này.
Khi bệnh đậu mùa khỉ xuất hiện ông đã yêu cầu các cơ sở y tế chủ động chuẩn bị các điều kiện cần thiết cho công tác phòng chống dịch, bao gồm phát hiện sớm dựa trên lâm sàng, tìm nguồn cung cấp xét nghiệm chẩn đoán để chủ động phát hiện sớm ca bệnh xâm nhập để cách ly và điều trị kịp thời..
Ngày 1 tháng 11 năm 2022, ông chính thức thôi việc Thứ trưởng Bộ Y tế. Ông Sơn trước đó cũng vừa trải qua cuộc phẫu thuật, điều trị tại Bệnh viện Chợ Rẫy.
Từ ngày 1 tháng 4 năm 2023, ông chính thức nghỉ hưu.

## Kỷ luật

### Lần 1
Ngày 4 tháng 11 năm 2021, ông bị Ủy ban Kiểm tra Trung ương thi hành kỷ luật đảng bằng hình thức khiển trách, vì vi phạm Ban Cán sự Đảng Bộ Y tế trong việc cấp phép nhập khẩu thuốc, thực hiện liên doanh liên kết, đấu thầu, mua sắm thuốc, trang thiết bị y tế và vật tư tiêu hao; để nhiều cán bộ, đảng viên bị kỷ luật, một số bị xử lý hình sự. Đến ngày 31 tháng 12 năm 2021, Phó thủ tướng thường trực Chính phủ Phạm Bình Minh ký quyết định thi hành kỷ luật bằng hình thức khiển trách đối với ông Nguyễn Trường Sơn - thứ trưởng Bộ Y tế.

### Lần 2
Từ ngày 28 đến ngày 31-3-2022, tại Hà Nội, Ủy ban Kiểm tra Trung ương đã họp kỳ thứ 13. Tại kỳ họp này, Ủy ban Kiểm tra (UBKT) Trung ương đã xem xét, kết luận một số nội dung sau: Ban cán sự đảng, lãnh đạo Bộ Y tế đã thiếu trách nhiệm, buông lỏng lãnh đạo, chỉ đạo, quản lý, thiếu kiểm tra, để một số lãnh đạo bộ và đơn vị vi phạm quy định của Đảng, pháp luật Nhà nước trong việc đánh giá chuyên môn, kiểm tra, giám sát; cấp phép, cấp số đăng ký lưu hành; hiệp thương giá và mua sắm bộ sinh phẩm xét nghiệm COVID-19 của Công ty cổ phần công nghệ Việt Á. Ông Nguyễn Trường Sơn - ủy viên Ban cán sự đảng, thứ trưởng Bộ Y tế và một số lãnh đạo, cán bộ Bộ Khoa học và công nghệ và Bộ Y tế cùng chịu trách nhiệm về những vi phạm, khuyết điểm nêu trên; chịu trách nhiệm cá nhân về những vi phạm, khuyết điểpm trong thực hiện chức trách, nhiệm vụ được giao.
Tại kỳ họp thứ 15 diễn ra trong 2 ngày 16 và 17 tháng 5, Ủy ban Kiểm tra (UBKT) Trung ương quyết định thi hành kỷ luật cảnh cáo ông Nguyễn Trường Sơn, Ủy viên Ban cán sự đảng, Thứ trưởng Bộ Y tế.

## Khen thưởng
Ông được khen thưởng và phong tặng các danh hiệu:
- Giải thưởng "Nhân tài Đất Việt" lĩnh vực Y-Dược (2017), công trình "Nghiên cứu triển khai ghép thận từ người cho tim ngừng đập" (chủ nhiệm);[17][18]
- Danh hiệu "Thầy thuốc Nhân dân" (2017),[19] "Thầy thuốc Ưu tú" (2005);
- Huân chương Lao động: hạng Nhì (2021),[20] hạng Ba (2012);
- Danh hiệu "Chiến sĩ thi đua toàn quốc" năm 2017;
- Nhiều bằng khen của Chính phủ và Bộ Y tế.[cần dẫn nguồn]